# Stosunek Bowena
Stosunek Bowena – iloraz ciepła odczuwalnego do ciepła utajonego.
{\displaystyle B={\frac {Q_{h}}{Q_{e}}}.}